# برج الحمة
بلدية برج الحمة أو بانيوس دي لا إنثينا (بالإسبانية: Baños de la Encina) هي بلدية تقع في مقاطعة جيان التابعة لمنطقة أندلسية جنوب إسبانيا.

## الديموغرافيا
بلغ عدد سكان بلدية  برج الحمة 2.714 نسمة عام 2011 (وفقاً للمعهد الوطني للإحصاء الإسباني).
| 2.756 | 2.783 | 2.688 | 2.738 | 2.743 | 2.716 | 2.714 |